# Will Little (Fußballspieler)
William „Will“ Little III (* 9. April 1998 in Johnson City, Tennessee) ist ein US-amerikanischer Fußballspieler auf der Position eines Mittelfeldspielers. Seit 2016 spielt er für Sporting Kansas City II, das Farmteam des Major-League-Soccer-Franchises Sporting Kansas City, mit Spielbetrieb in der drittklassigen nordamerikanischen United Soccer League.

## Karriere

### Karrierebeginn in Tennessee
Will Little wurde am 9. April 1998 in Johnson City im US-Bundesstaat Tennessee geboren, wo er auch aufwuchs und seine Karriere als Fußballspieler begann. Bereits im Kindesalter begann er seine Karriere beim lokalen Nachwuchsausbildungsverein ETSF in seiner Heimatstadt Johnson City und war dort zuletzt im Jahre 2009 für die U-12-/U-13-Mannschaft aktiv. In weiterer Folge wechselte er für ein Jahr ins rund 40 Kilometer entfernte Bristol, Tennessee, wo er fortan dem dort aktiven Fusion FC angehörte. In diesem Jahr 2010 erhielt er auch eine Einladung zum Thanksgiving Interregional, einem Turnier des US Youth Soccer Region III Boys Olympic Development Program in Orlando, Florida, an dem er Ende November mit einer ’97-White-Mannschaft teilnahm. Zu diesem Zeitpunkt gehörte er bereits dem ’97-ODP-Tennessee-Staatsteam sowie dem ’97-ODP-Region-III-Pool an. Im Jahre 2011 schloss er sich dem FC Alliance im rund 180 km entfernten Knoxville, Tennessee, an, wo er zuletzt dem ’98-Black-Team angehörte. In diesem Jahr gehörte er auch dem ’98-ODP-Tennessee-Staatsteam, sowie dem ’98-ODP-Region-III-Pool an und wurde als Mitglied dieses Ende November zu einem Interregional Event nach Chula Vista, Kalifornien, eingeladen. Des Weiteren wurde er dazu ausgewählt das ’98-ODP-Region-III-Team auf der International Tour Ende April 2012 in Guadalajara in Mexiko zu vertreten.
2012 wurde er Region-III-Premier-League-Champion. In den Jahren 2012 und 2013 gewann er mit dem FC-Alliance-’98-Black-Team den Division One Staatsmeistertitel von Tennessee in den Kategorien U-14 (2012) bzw. U-15 (2013). Bereits im Juli 2012 gehörte der damals 14-Jährige dem U-15-ODP-Holdover-Region-III-Team an, ehe er im Frühjahr 2013 seine Zeit an der Science Hill High School, einer der größten High Schools im gesamten Bundesstaat Tennessee, begann. Dort gehörte er bereits in seinem Freshman-Jahr der ersten Schulmannschaft (varsity team) an und wurde noch im gleichen Jahr als Second-Team-All-District gehandelt. Als Sophomore der Science Hill wurde er von der der lokalen Zeitung Johnson City Press zum Mittelfeldspieler des Jahres 2014 gewählt. In ebendiesem Jahr gehörte er auch dem Tennessee-All-State-Soccer-Team in der Top-Division-AAA-Classification an und war in diesem Jahr Teil des All-District-Tournament-Teams und des All-Region-Teams. Weitere individuelle Erfolge in seiner frühen Laufbahn als Fußballspieler waren Wahlen ins First-Team-All-Conference, First-Team-All-County, First-Team-All-Region, First-Team-All-Area und ins First-Team-All-State. Des Weiteren war er in dieser Zeit Conference Champion, Sectional Champion, Regional Champion, Drittplatzierter bei den Staatsmeisterschaften von Tennessee, sowie mit seiner High-School-Fußballmannschaft unter den Top-25-High-School-Teams der Vereinigten Staaten.

### Wechsel nach Kansas City
Im Jahre 2015 wurde er von der Akademie des Major-League-Soccer-Franchises Sporting Kansas City aufgenommen, wo er fortan unter dem ehemaligen ungarischen Nationalspieler István Urbányi, der Ende der 1980er an der Seite des Sporting-Kansas-City-Cheftrainers Peter Vermes beim Győri ETO FC spielte, in der U-16-Mannschaft zum Einsatz kam. Mit dem Team aus Kansas City, Missouri, nahm er daraufhin an dem von Ende März bis Anfang April 2015 stattfindenden MLS Generation Adidas Cup, an dem U-16-Mannschaften von MLS-Teams und internationale Jugendmannschaften vertreten waren, teil. Innerhalb kürzester Zeit arbeitete sich Little bis zum U-18-Team, das ebenfalls vom Ungarn Urbányi betreut wurde, hoch. In der Saison 2015/16 kam er so für dieses in insgesamt 19 Liga- und Pokalspielen zum Einsatz, von denen er in 14 von Beginn an am Rasen war. Hierbei erzielte er acht Tore, davon sieben in der Liga, und bereitete weitere acht Treffer für seine Teamkollegen vor. Damit war er hinter dem Nigerianer Nansel Selbol der zweitbeste Torschütze seiner Mannschaft. Nachdem er im Jahre 2015 seine High School verlassen hatte und stattdessen die Akademie von Sporting Kansas City besuchte, beendete er seine dortige Zeit im darauffolgenden Jahr 2016 und wechselte in das eben erst gegründete USL-Franchise Swope Park Rangers (seit 2020 Sporting Kansas City II), das als Farmteam neben Sporting Kansas City besteht. Dort gab er am 10. April 2016 unter dem kanadischen Trainer Marc Dos Santos sein Profiligadebüt, als beim 1:1-Auswärtsremis gegen den ebenfalls neuen San Antonio FC ab der 69. Spielminute für Kris Tyrpak auf den Rasen kam. Danach kam er bis Anfang Mai 2016 zu drei weiteren Kurzeinsätzen, ehe weitere Einsätze in den Folgemonaten ausblieben. Noch im Jahre 2016 wurde er von TopDrawerSoccer.com zu den Top-150-Spielern der Abschlussklasse 2016 gezählt.